# Проспект Идриса Зязикова
Проспект Идри́са Зя́зикова — проспект в городе Магас — столицы Республики Ингушетия.  Протяженность проспекта составляет 2,3 км. Является первой и главной улицей Магаса. Проспект назван в честь видного советского ингушского государственного деятеля — Идриса Бейсултановича Зязикова — отца-основателя ингушской государственности.
На проспекте Идриса Зязикова расположено множество административных, культурных, деловых и торговых учреждений и объектов, в том числе Башня Согласия, Президентский дворец, здания Правительства и Парламента Республики Ингушетия, здания мэрии Магаса и национальной телерадиокомпании. Непосредственно к проспекту примыкает центральная столичная площадь Алания и различные другие культурные объекты республиканского значения: аллеи, скверы и памятники. По всей длине проспекта расположены множество современных жилых домов. Характер и экстерьер архитектурного ансамбля зданий проспекта являет собой сочетание современных архитектурных решений и яркого национального ингушского колорита. Застройка проспекта Идриса Зязикова как главной столичной улицы является одной из приоритетных задач государственной политики республики в данной сфере.

## История
Строительство проспекта напрямую связано со строительством города Магаса, являющего новой столицей Ингушетии и единственным городом в России возведённый в постсоветский период абсолютно с нуля. Первые объекты нового города — Президентский дворец, здания Правительства и Народного Собрания Республики Ингушетия появились именно на этом проспекте.
В конце 2013 года на проспекте Идриса Зязикова открыли первую на Северном Кавказе резиденцию Деда Мороза.
По проспекту Идриса Зязикова проходила трасса для марафона «Кросс нации», состоявшегося 10 октября 2015 года и в котором участвовали полторы тысячи человек.